# Kangju Kangri
Der Kangju Kangri ist ein Berg im indischen Unionsterritorium Ladakh.
Der 6725 m hohe Berg liegt im Distrikt Leh in Ladakh. Er bildet die höchste Erhebung der Pangong-Kette, einer Bergkette, die östlich der Ladakh Range verläuft.
Der Kangju Kangri wurde im Jahr 1983 von Mitgliedern der indisch-tibetischen Grenzpolizei erstbestiegen.